# 田村俊子
田村 俊子 （たむら としこ、1884年（明治17年）4月25日 - 1945年（昭和20年）4月16日）は、日本の小説家。別名、佐藤露英、佐藤俊子、本名、佐藤とし。東京府東京市浅草区蔵前町（現在の東京都台東区蔵前）生れ。東京府立第一高等女学校卒業、日本女子大学校国文科中退。代表作は『木乃伊（みいら）の口紅』、『炮烙（ほうらく）の刑』など。官能的な退廃美の世界を描き、人気を得た。没後、田村俊子賞が創設された。

## 生涯

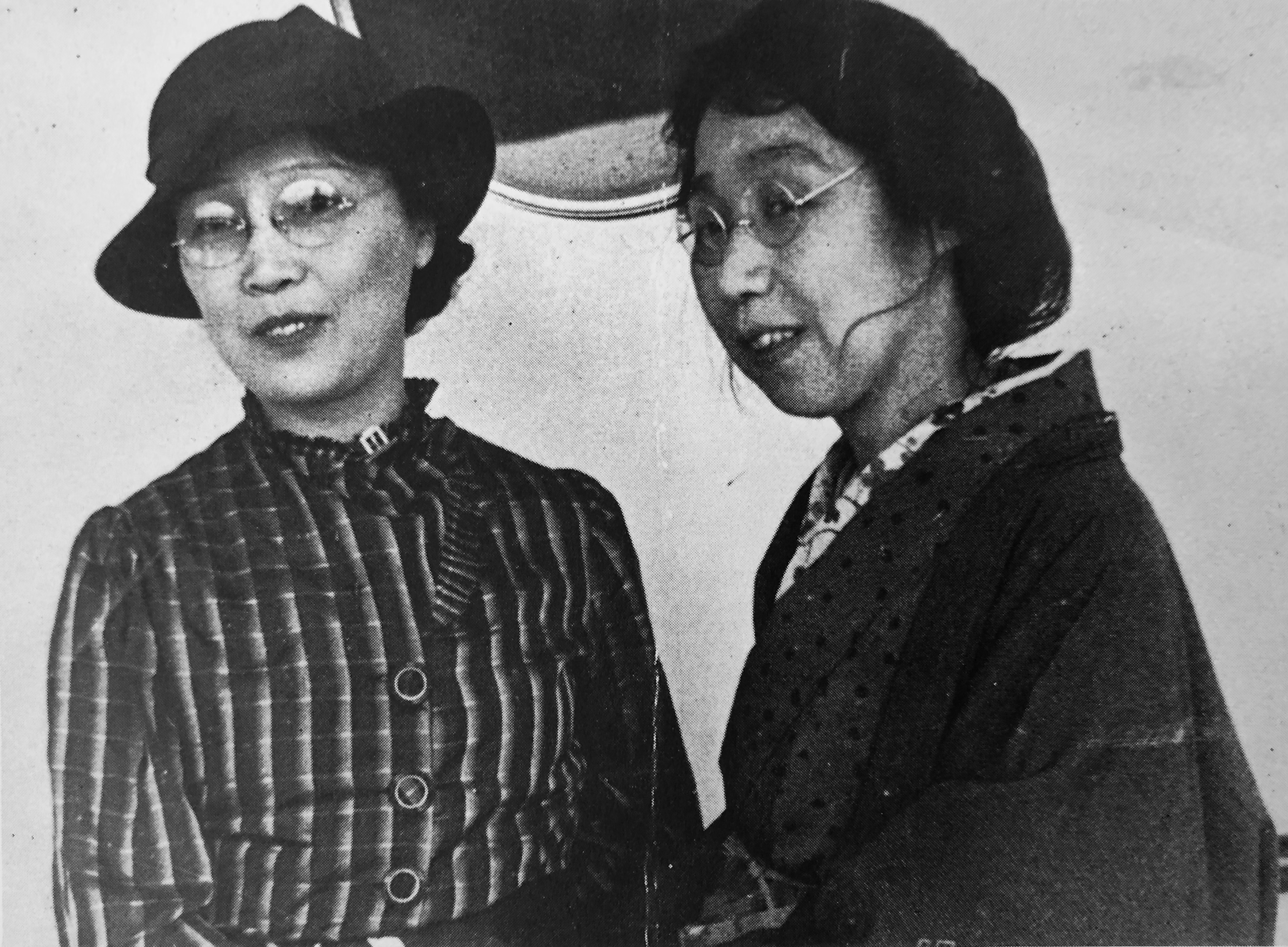
田村俊子（左）、長谷川時雨（右）

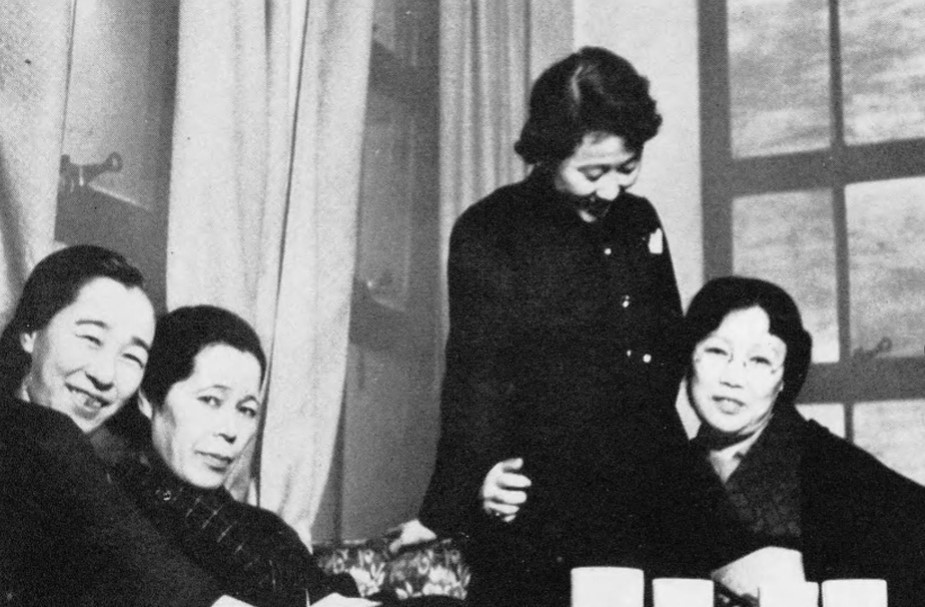
左から、美川きよ、深尾須磨子、ささきふさ、田村俊子。1937年頃撮影。

代々続く札差だったという米穀商の家に生まれる。1893年（明治26年）4月、浅草小学校（現在の台東区立浅草小学校）に入学。翌年2月、下谷区下谷金杉上町（現在の台東区下谷、竜泉、入谷辺り）に移住し、下谷区根岸尋常高等小学校（現在の台東区立根岸小学校）に編入学。1895年（明治28年）、浅草区馬道（現在の台東区浅草、花川戸辺り）に転居し浅草小学校に再編入学。1896年（明治29年）、東京女子高等師範学校附属高等女学校（現在のお茶の水女子大学附属中学校・附属高等学校）に入学するが、僅か1学期で退学。東京府立第一高等女学校（現在の東京都立白鷗高等学校・附属中学校）に転学。作家を志し、幸田露伴の門下に入る。露伴を選んだ理由は、その作品からでなく、尾崎紅葉が「金色夜叉」の上演につききりでやかましく言っているのと反対に、露伴は「ひげ男」の上演に一切無干渉だという新聞記事を読み、人格に惚れたためだった。
1902年に露伴から与えられた露英の名で、小説『露分衣（つゆわけごろも）』を発表するも、露伴から離れ、岡本綺堂らの文士劇に参加したことをきっかけに女優になる。女優としての芸名は花房露子。しかし文学への意欲は失われず、1909年に結婚(事実婚）した田村松魚の勧めで書いた『あきらめ』が、1911年大阪朝日新聞懸賞小説一等になり文壇デビュー（1月1日-3月21日連載。7月刊）、その後「青鞜」、「中央公論」、「新潮」に次々と小説を発表し、人気作家となる。しかしそれも長くは続かず、1918年、朝日新聞記者鈴木悦の後を追い、松魚と別れバンクーバーへ移住。悦とともに現地の邦字紙大陸日報の編集に参画する。
1936年、悦の死去により18年ぶりに帰国。日本で小説家としての活動を再開したが、かつての筆力はなく、また佐多稲子の夫である窪川鶴次郎との情事が発覚、その経験を基に書いた小説『山道』を発表後、日本を離れ上海に渡り、中国語婦人雑誌『女声』を主宰した。1945年4月13日、友人の中国人作家陶晶孫の家から人力車で帰宅途中に昏倒し、搬送された上海の病院で4月16日、脳溢血により客死した。享年62。墓所は鎌倉の東慶寺にある。
大相撲力士の両國勇治郎のファンであり、彼を題材にした俳句も複数残している。

## 主な作品
- 生血
- 女作者
- 炮烙の刑 - 俊子と田村松魚、伊東六郎の三角関係をもとに作品化したもの
- 山道
  - 著書
- あきらめ 金尾文淵堂 1911
- 誓言 新潮社 1913
- 山吹の花 植竹書院　1914 (文明叢書 ; 第33編)
- 木乃伊の口紅 牧民社 1914
- 恋むすめ 牧民社 1914
- 恋のいのち 実業之世界社 1915
- 小さん金五郎 新潮社 1915 (情話新集)
- お七吉三 新潮社 1916.6 (情話新集)
- 彼女の生活 新潮社 1917
- あきらめ・木乃伊の口紅 1952 (岩波文庫)
- 田村俊子作品集 全3巻 オリジン出版センター 1987-88
- 木乃伊の口紅・破壊する前 1994.6 (講談社文芸文庫)
- 田村俊子全集 全9巻＋別巻1 ゆまに書房 2012.8-刊行中
  - 復刊
- 木乃伊の口紅 不二出版 1986.6 (叢書『青鞜』の女たち）
- 恋むすめ ゆまに書房 1999.12 (近代女性作家精選集）
- 山吹の花・恋のいのち ゆまに書房 1999.12 (近代女性作家精選集）
- 作家の自伝 87 田村俊子 日本図書センター 1999.4 (シリーズ・人間図書館)
- 紅 ゆまに書房 2000.11 (近代女性作家精選集）
- 彼女の生活 ゆまに書房 2000.11 (近代女性作家精選集）
  - 翻訳
- 機械時代の恋愛 フロイド・デル 中島幸子,田村とし子訳 先進社 1932